# Вакулович Віктор Овсійович
Віктор Овсійович Ваку́лович (нар. 7 листопада 1921, Довгалівка — пом. 26 травня 1992, Донецьк) — український хоровий диригент, педагог.

## Біографія
Народився 7 листопада 1921 року в селі Довгалівці (тепер Прилуцький район Чернігівської області, Україна). З 1938 року керував самодіяльними колективами у Ромнах. Брав участь у німецько-радянській війні. З 1946 по 1948 рік завідував музикальною частиною і був диригентом Музично-драматичного театру в Єнакієвому, а з 1950 по 1956 рік викладав у педагогічному училищі. У 1953 році закінчив Сталінське музичне училище (клас Б. Векслера); у 1965 році — Харківський інститут мистецтв (клас З. Яковлєвої).
У 1957—1967 роках — викладач, завідувач кафедри музики Донецького педагогічного інституту, з 1987 року — Донецького музично-педагогічного інституту. Одночасно, у 1953—1967 та 1976—1986 роках, був художнім керівником Заслуженої хорової капели УРСР Донецької залізниці, у 1968 році — Кіровогровоградської філармонії, у 1969–1971 роках — народної капели Одесько-Кишинівської залізниці, у 1971–1974 роках — Шахтарського ансамблю пісні й танцю «Донбас» у Донецьку, у 1973–1986 роках — хору курсантів Донецького вищого військово-політичного училища.
Помер у Донецьку 26 травня 1992 року.

## Творчість
У репертуарі:
- кантати «Москва» Петра Чайковського, «Шевченкові» Кирила Стеценка;
- сюїта «Бандура» Григорія Давидовського;
- твори Миколи Лисенка, П. Ніщинського, Андрія Штогаренка, Станіслава Людкевича, донецьких композиторів.

Автор статей із хорового мистецтва. Уклав збірник «Дзвени, наша пісне» (Київ, 1968).

## Відзнаки
- Нагороджений:
  - орденами Червоної Зірки (24 квітня 1945), Вітчизняної війни І ступеня (6 квітня 1985), «Знак Пошани»;
  - медаллю «За відвагу» (16 квітня 1945)[1];
- 1-а премія на Українському республіканському огляді художньої самодіяльності (Київ, 1954).
- Заслужений діяч мистецтв УРСР з 1960 року.